# Вирарг
Вира́рг (фр. Virargues, окс. Veirargues / Virargues) — коммуна во Франции, находится в регионе Овернь. Департамент — Канталь. Входит в состав кантона Мюра. Округ коммуны — Сен-Флур.
Код INSEE коммуны — 15263.
Коммуна расположена приблизительно в 420 км к югу от Парижа, в 75 км южнее Клермон-Феррана, в 45 км к северо-востоку от Орийака.

## Население
Население коммуны на 2008 год составляло 137 человек.
| 1962 | 1968 | 1975 | 1982 | 1990 | 1999 | 2008 |
| ---- | ---- | ---- | ---- | ---- | ---- | ---- |
| 150  | 191  | 189  | 155  | 158  | 140  | 137  |

## Экономика

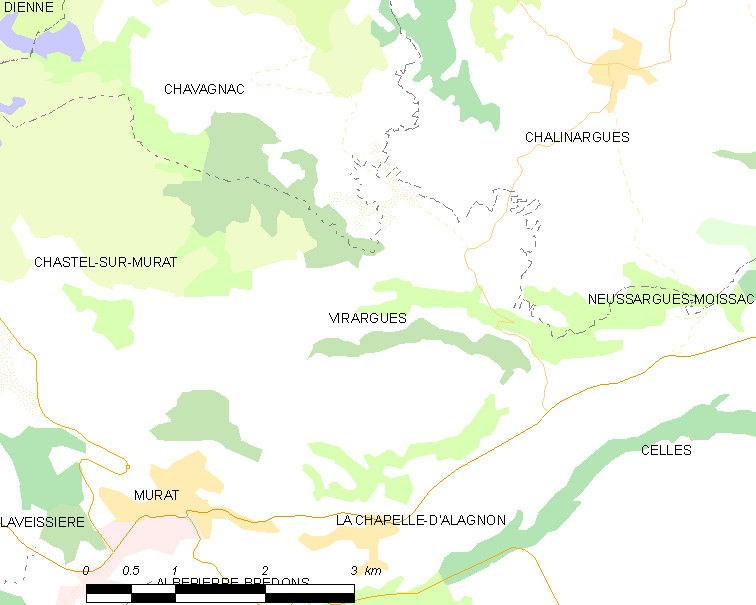
Карта коммуны

В 2007 году среди 92 человек в трудоспособном возрасте (15—64 лет) 63 были экономически активными, 29 — неактивными (показатель активности — 68,5 %, в 1999 году было 64,9 %). Из 63 активных работали 58 человек (36 мужчин и 22 женщины), безработных было 5 (2 мужчин и 3 женщины). Среди 29 неактивных 11 человек были учениками или студентами, 10 — пенсионерами, 8 были неактивными по другим причинам.

## Достопримечательности
- Дом Шейлю (1763 год). Памятник истории с 1987 года[3]
- Остатки доисторических жилищ Фро. Памятник истории с 1987 года[4]
- Церковь Св. Иоанна Крестителя[фр.] (XII век). Памятник истории с 1985 года[5]
- Часовня Сент-Рен[фр.] (XIX век)